# هجوم درعا (يناير 2015)
هجوم درعا، كان هجوماً للمتمردين السوريين أطلق في محافظة درعا خلال الحرب الأهلية السورية، في محاولة للاستيلاء على مواقع الجيش المتبقية في الشيخ مسكين، وهكذا يؤمنون طريق درعا–دمشق، ومواقع أخرى في محافظة درعا.

## هجوم المعارضة
في 24 يناير 2015، أعلن المتمردين ثلاث معارك في محافظة درعا:
- «فداك يا رسول الله» أو «وما النصر إلا من عند الله»[23]
- «ادخلوا عليهم الباب»[25]
- «صولة الموحدين»[25]

في ذلك اليوم، قتل 10 مقاتلين من المعارضين (بما فيهم قائد ميداني). في اليوم التالي، اخترق المتمردين اللواء 82 وسيطروا على مقره، مع استمرار القتال حول المنطقة. ووفقاً لما أوردته أخبار الآن، سيطر المتمردين على كتيبة النيران في الشمال الغربي من البلدة كذلك. ولقي 40 مقاتلاً على الأقل من كلا الجانبين مصرعهم خلال الاشتباكات. وقتل 14 جندياً قبل انسحاب الجيش من اللواء 82، وفقاً للمصدر نيوز. أعلن المتمردين الشيخ مسكين «محررة» مباشرة بعد انسحاب الجيش من الكتيبة. وفقاً لقناة العربية، فقد اجتاح المعارضين معظم البلدة بعد أن سيطروا على اللواء 82.
في 29 يناير، تقدم المعارضين بالقرب من السحيلية والدلي، حيث استولوا على المزارع المتاخمة للجزء الشمالي من الشيخ مسكين. غير أنه وفقاً للمصدر، سيطر الجيش على مستودعات فرعون ومواقع في الدلي بعد هذه المكاسب الأولية. كما وادعى نفس المصدر أن الجيش صد هجوم للمعارضين على قرية العطش. وبعد يومين، شن الجيش هجوماً مضاداً على اللواء 82، مدعياً أنه استعاد معمل الأوكسجين ونقطة المعصرة وتقدم إلى المدخل الشمالي للكتيبة في أطرافها. ومع ذلك، أجبر الجيش على الانسحاب من شمال الكتيبة «من أجل تجميع صفوفه». وفي الوقت ذاته، تقدم المتمردين في قرية الدلي نحو الوسط. في 31 يناير، زار طاقم تصوير الجزيرة كتيبة النيران التابعة للواء 82 في شمال غرب الشيخ مسكين، مؤكداً أن الكتيبة سقطت خلال المرحلة الأولى من الهجوم.